# Крушвар
Крушвар (хорв. Krušvar) — населений пункт у Хорватії, у Сплітсько-Далматинській жупанії у складі громади Дицмо.

## Населення
Населення за даними перепису 2011 року становило 490 осіб.
Динаміка чисельності населення поселення:

## Клімат
Середня річна температура становить 13,13 °C, середня максимальна – 28,50 °C, а середня мінімальна – -1,95 °C. Середня річна кількість опадів – 883 мм.
| Клімат поселення                              | Клімат поселення | Клімат поселення | Клімат поселення | Клімат поселення | Клімат поселення | Клімат поселення | Клімат поселення | Клімат поселення | Клімат поселення | Клімат поселення | Клімат поселення | Клімат поселення | Клімат поселення |
| Показник                                      | Січ.             | Лют.             | Бер.             | Квіт.            | Трав.            | Черв.            | Лип.             | Серп.            | Вер.             | Жовт.            | Лист.            | Груд.            |                  |
| Середній максимум, °C                         | 9,08             | 10,33            | 13,60            | 17,33            | 21,95            | 25,87            | 28,50            | 28,44            | 23,27            | 18,38            | 12,92            | 10,01            |                  |
| Середня температура, °C                       | 3,56             | 4,83             | 8,08             | 11,82            | 16,44            | 20,35            | 23,66            | 23,60            | 18,44            | 13,55            | 8,08             | 5,18             |                  |
| Середній мінімум, °C                          | −1,95            | −0,68            | 2,57             | 6,30             | 10,92            | 14,84            | 18,84            | 18,75            | 13,61            | 8,72             | 3,24             | 0,35             |                  |
| Норма опадів, мм                              | 75               | 65               | 71               | 74               | 61               | 59               | 40               | 53               | 77               | 97               | 114              | 97               |                  |
| Середньомісячна швидкість вітру, м/с          | 2.56             | 2.87             | 3.00             | 2.82             | 2.52             | 2.24             | 2.26             | 2.12             | 2.34             | 2.44             | 2.91             | 2.92             |                  |
| Середньомісячна сонячна радіація, кДж/м²·день | 5485             | 8246             | 11871            | 16304            | 20157            | 22774            | 24374            | 21574            | 16007            | 10410            | 5940             | 4655             |                  |
| --------------------------------------------- | ---------------- | ---------------- | ---------------- | ---------------- | ---------------- | ---------------- | ---------------- | ---------------- | ---------------- | ---------------- | ---------------- | ---------------- | ---------------- |
| Джерело:                                      |                  |                  |                  |                  |                  |                  |                  |                  |                  |                  |                  |                  |                  |